# Legge di Autonomia Locale
La legge di autonomia locale (地方自治法?, Chihō-jichi-hō), nel diritto giapponese,  la legge n. 67 del 17 aprile 1947, è una legge di decentramento amministrativo che ha definito le attuali strutture delle amministrazioni locali giapponesi. Tra queste, sono state ridefinite le prefetture e le municipalità del paese.

## Enti Pubblici Locali
La classificazione degli Enti Pubblici Locali (地方公共団体?, chihō kōkyō dantai) è la seguente:
- Enti Pubblici Locali ordinari
  - Prefetture (to, dō, fu, ken)
  - Municipalità (市町村区?, shichōsonku)
    - Città (市?, shi)
    - Cittadine (町?, chō oppure machi)
    - Villaggi (村?, mura o anche son)

- Enti Pubblici Locali speciali
  - Quartieri speciali di Tokyo (東京特別区?, Tōkyō tokubetsuku)
  - Consorzi di Enti Pubblici Locali
  - Proprietà di distretti cittadini
  - Imprese di sviluppo regionale

Gli Enti Pubblici Locali ordinari sono le normali istituzioni di governo locale. La costituzione del Giappone garantisce a tali Enti privilegi non concessi agli Enti Pubblici Locali speciali, tra cui:
- Elezioni dirette (Articolo 93.2)
- Potere legislativo (Articolo 94)
- Referendum cittadini prima dell'emanazione di statuti che possano provocare modifiche sugli Enti Locali (Articolo 95)

Gli Enti Pubblici Locali speciali non godono di queste prerogative, a meno che non siano previste nel loro statuto. I quartieri speciali di Tōkyō hanno un sistema amministrativo simile a quello delle municipalità, mentre altri Enti Pubblici Locali speciali sono consorzi tra gli Enti Pubblici Locali ordinari per attività specifiche come l'istruzione, la gestione delle risorse idriche o lo smaltimento dei rifiuti.
Gli Enti Pubblici Locali sono forme di auto-governo, ma devono rendere conto al Ministero degli affari interni e delle comunicazioni che ha sede a Tokyo, e che controlla le relazioni tra gli Enti Locali e lo Stato e quelle tra i diversi Enti Locali. Spetta a tale Ministero l'approvazione dei consorzi tra gli Enti Pubblici di diverse prefetture, mentre l'approvazione dei consorzi tra municipalità, comuni e distretti spetta al governo della locale prefettura.
Fra le città maggiori (市?, shi), a quelle con più di 500.000 abitanti e con uno sviluppo economico di rilievo, viene riconosciuto lo status speciale di città designate per ordinanza governativa. Alle giunte comunali di tali città è stata demandata la gestione di alcuni affari normalmente a carico della Prefettura. Le prime che ottennero tale status sarebbero state, nel 1956, Kobe, Kyōto, Nagoya, Osaka e Yokohama. In seguito altre grandi città ottennero quest'autorizzazione e, a tutto il 2011, sono 19.

## Revisione della legge di Autonomia Locale
La legge per la fusione delle municipalità, promulgata nel 2004, favorisce la formazione di nuove grandi città mediante la fusione di cittadine e villaggi, o l'ingrandimento delle grandi città esistenti con l'assorbimento delle cittadine e dei villaggi circostanti. Lo scopo è di ridurre a 1.000 il numero delle municipalità che, a tutto il 1º agosto del 2011, era di 1.723.
Nel gennaio del 2011, il Ministero degli affari interni e delle comunicazioni ha annunciato che sono allo studio modifiche della legge. Tali modifiche permetteranno al governo centrale di controllare maggiormente le leggi locali e di perseguire legalmente i responsabili di eventuali violazioni ad esse relative.